# Хала 1 Београдског сајма
Хала 1 Београдског сајма је једна од хала у оквиру комплекса Београдски сајам. Грађена је у периоду између 1954. и 1957. године. Због својих архитектонских решења и начина изградње проглашена је за непокретно културно добро као споменик културе.

## О хали
Хала је грађена по пројекту тима у којем су били архитекта Милорад Пантовић и грађевински инжењери Бранко Жежељ и Милан Крстић. Кружног је облика и покривена је ребрастом куполом направљеном од преднапрегнутог бетона. Ова купола има распон од 109 метара и до 1965. године је била и највећа на свету. Данас је највећа купола направљена од преднапрегнутог бетона на свету. Максимална висина у темену хале износи 30,78 метара. Хала има више нивоа: сутерен, арену, партер и две галерије. У сутерену се налазе помоћне просторије, магацини и канцеларије, док остали нивои служе као изложбени простор. Укупна површина хале је 21.280 m2, од чега изложбени простор заузима 15.030 m2.
Београдски сајам је једно од највреднијих дела српске послератне архитектуре и представља сведочанство техничког, технолошког, научног и креативног узлета друштва крајем педесетих и почетком шездесетих година 20. века. Својим урбанистичким и архитектонским решењем, димензијама, складношћу облика и општом импозантношћу, сврстава се међу најуспелија остварења домаће архитектуре.
Влада Републике Србије је у јануару 2009. прогласила цео комплекс Београдског сајма за споменик културе. Одлука је донета на иницијативу Завода за заштиту споменика културе града Београда, чија је намера била да се Сајам, који је тада био у поступку приватизације, заштити од евентуалне самовоље нових власника. Међутим, овој одлуци се оштро успротивио Анђелко Трпковић, тадашњи директор Београдског сајма, који је сматрао да су такве мере заштите претеране и да би могле да отерају заинтересоване купце. Влада Србије је одлуку повукла свега недељу дана након што ју је донела. Укидање заштите критиковала је архитектонска јавност, првенствено Академија архитектуре Србије.
Деветнаестог фебруара исте године, овога пута на предлог Министарства културе Републике Србије и Републичког завода за заштиту споменика културе, усвојена је одлука којом је за заштићено културно добро проглашена само Хала 1. У плану је било да се статус споменика културе додели и Халама 2 и 3, али то се до данас није десило.

## Концерти
| Датум             | Извођачи                                         | Напомене                 | Изв.          |
| ----------------- | ------------------------------------------------ | ------------------------ | ------------- |
| 9. април 1983.    | Рибља чорба (предгрупе: Силуете, и Дивљи анђели) | концерт Хлеба и игара    | [ 10 ]        |
| 9. април 1983.    | Рибља чорба (предгрупе: Силуете, и Дивљи анђели) | посета: 10.000           | [ 10 ]        |
| 10. април 1987.   | Рибља чорба                                      | посета: 20.000           | [ 11 ]        |
| 3. децембар 1988. | Рибља чорба                                      | посета: 15.000           | [ 12 ]        |
| 4. јун 1997.      | Сједињене Америчке Државе                        | посета: 3.500            | [ 13 ]        |
| 12. октобар 2002. | Аца Лукас                                        | концерт Може и без Пинка | [ 14 ]        |
| 20. јул 2004.     | Пинк                                             | посета: 2.000            | [ 15 ] [ 16 ] |
| 21. јануар 2005.  | (предгрупа: )                                    | посета: 12.000           | [ 17 ] [ 18 ] |
| 29. мај 2005.     | ,                                                |                          | [ 19 ]        |
| 21. јун 2005.     | Уједињено Краљевство                             | —                        | [ 20 ]        |
| 27. фебруар 2006. | Уједињено Краљевство                             | посета: 8.000            | [ 21 ] [ 22 ] |
| 17. октобар 2006. | (предгрупа: Лаки пингвини)                       | посета: 10.000           | [ 23 ] [ 24 ] |